# Apopnus
Apopnus is een geslacht van wantsen uit de familie van de Naucoridae (Zwemwantsen). Het geslacht werd voor het eerst wetenschappelijk beschreven door Handlirsch in 1921.

## Soorten
Het genus bevat de volgende soort:

- Apopnus magniclavus Handlirsch, 1921